# Sageretia pycnophylla
Sageretia pycnophylla är en brakvedsväxtart som beskrevs av Camillo Karl Schneider. Sageretia pycnophylla ingår i släktet Sageretia och familjen brakvedsväxter. Inga underarter finns listade i Catalogue of Life.